# Jean Bellesmains

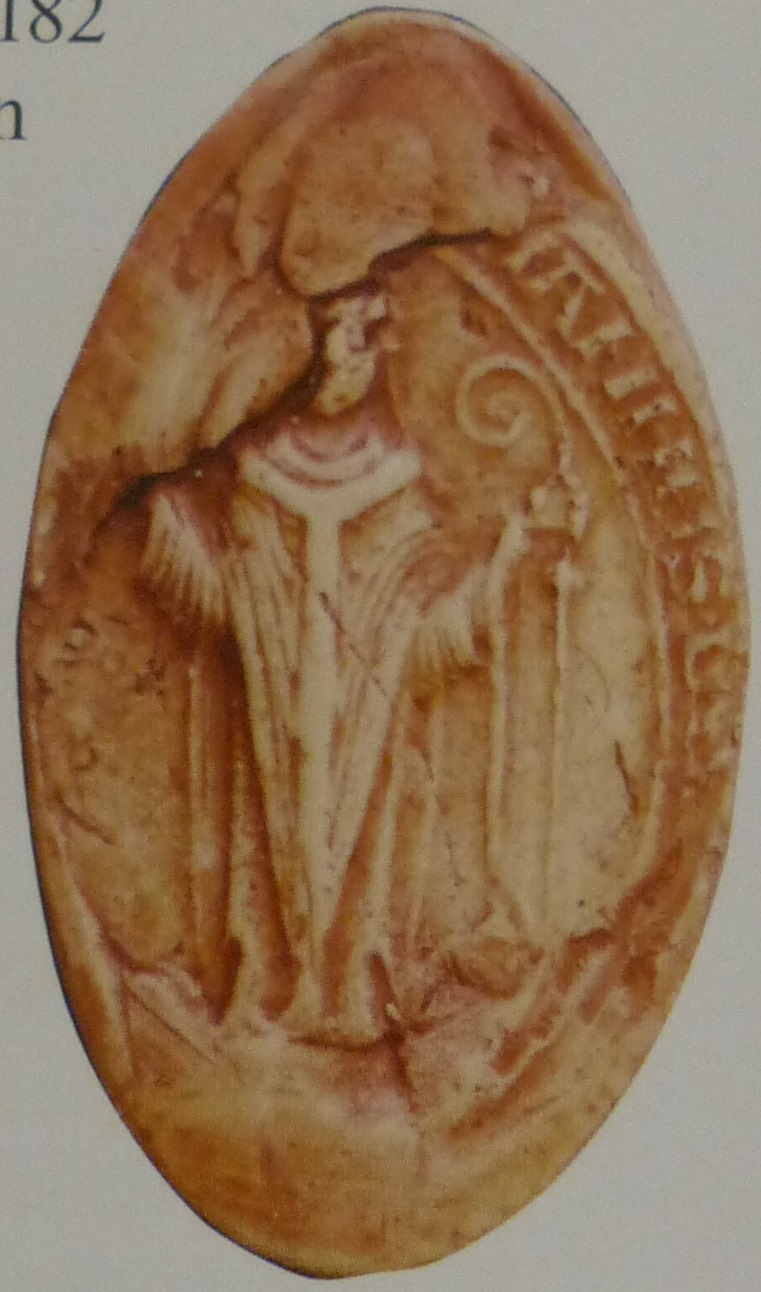
Siegel von Jean de Bellesmains als Erzbischof von Lyon

Jean Bellesmains (auch Jean aux Belles Mains, John Belmeis oder John of Canterbury) (* um 1120 in Canterbury; † um 1204) war ein aus England stammender Geistlicher. Von 1162 bis 1182 war er Bischof des südwestfranzösischen Poitiers und von 1182 bis 1193 Erzbischof von Lyon.

## Herkunft und Jugend
Jean Bellesmains stammte aus dem englischen Canterbury. Sein Beiname Bellesmains (deutsch „gerechte Hände“) war ein im 12. Jahrhundert häufig gebräuchter Beiname. Irrtümlich wurde er wegen dieses Beinamens häufig für ein Mitglied der anglonormannischen Familie Belmeis gehalten. Seine Familie waren jedoch Pächter von Besitzungen der Erzbischöfe von Canterbury. Seinen Aufstieg verdankte er vor allem den Begabungen, die er als Schüler zeigte. Noch nach seinem Tod wurde er als talentiertester Schüler gelobt, der je die Schulen in Canterbury besucht hatte.

## Aufstieg als Geistlicher
Anscheinend als junger Mann trat Jean sicher schon vor 1146 in den Dienst von Erzbischof Theobald von Canterbury. Dort arbeitete er bald mit zahlreichen Geistlichen zusammen und gewann dadurch einflussreiche Freunde, darunter Thomas Becket und Roger de Pont l’Évêque. Jean, Becket sowie Pont l’Évêque sollen sich später gegenseitig gefördert haben.
Im Dienst von Erzbischof Theobald machte sich Jean zwei feste Grundsätze zu eigen: die Autorität des Papstes musste anerkannt sowie weltliche und geistliche Gerichtsbarkeit sollten streng getrennt werden. Um 1150 reiste John im Auftrag des Erzbischofs nach Italien, wo er wohl Papst Eugen III. traf. Dieser versuchte 1152 vergeblich, Jean das Amt des Archidiakons von Middlesex zu verschaffen, stattdessen erhielt er jedoch eine andere Pfründe. Papst Anastasius IV. ernannte ihn 1153 zum Schatzmeister von York Minster, kurz bevor Jeans Freund Roger de Pont l’Évêque Erzbischof von York wurde. Damit wurde Jean zu einem wichtigen Bindeglied zwischen dem Erzbischof von York und dem Erzbischof von Canterbury. Als einflussreicher Geistlicher bezeugte er von nun an zahlreiche Urkunden. Politisch unterstützte Jean den jungen König Heinrich II. 1157 diente er dem Abt von Battle Abbey sowie dem königlichen Justiciar Richard de Luci als Ratgeber in einem Streit mit Bischof Hilary von Chichester. Andererseits wies er 1158 die juristische Zuständigkeit des Königs über den betrügerischen Dekan von Scarborough zurück. Damit hatte er eindeutig Stellung in dieser Frage bezogen, die in den nächsten Jahren das Verhältnis zwischen Kirche und Staat in England schwer belastete. Als es 1159 zu einem päpstlichen Schisma kam, unterstützten Jean und Erzbischof Roger eindeutig Papst Alexander III., den auch König Heinrich II. unterstützte. Nachdem der König Thomas Becket zum neuen Erzbischof von Canterbury hat wählen lassen, gehörte Jean 1162 zu den Geistlichen, die Becket nach Montpellier schickte, um dort sein Pallium entgegenzunehmen und zu ihm nach England zu bringen. Der König war damit wohl von Jeans Loyalität überzeugt und beförderte die Wahl von Jean zum Bischof der Diözese Poitiers. Der König erwartete, dass Jean damit zu einer Stütze seiner Macht im zwischen ihm und dem französischen König umstrittenen Herzogtum Aquitanien wurde. Im September 1162 wurde John von Papst Alexander III. in Déols zum Bischof geweiht. Auf dem Konzil von Tours leistete er 1163 Bertrand de Montault, dem Erzbischof von Bordeaux den Treueeid.

## Bischof von Poitiers

### Rolle im Konflikt zwischen Erzbischof Becket und König HeinrichII.
Das Verhältnis zwischen Jean und Heinrich II. wurde jedoch zunächst durch den Konflikt zwischen dem König und Erzbischof Becket belastet. In diesem Konflikt stand Jean auf Beckets Seite und unterstützte dessen Standpunkt bei der Gerichtsbarkeit von Geistlichen. Als Jean 1163 den Papst drängte, Becket stärker zu unterstützen, betrachtete dies der König als Auflehnung. Dies führte sicher mit dazu, dass sich Jean vor Juni 1164 von den Verhandlungen zwischen dem König und dem Papst zurückzog und diese Guichard, dem Abt des Klosters Pontigny überließ. Als Becket Ende 1164 nach Pontigny flüchtete, spielte auch Jean mit dem Gedanken, dorthin ins Exil zu gehen. Der verärgerte König versuchte die Gerichtsbarkeit des Bischofs von Poitiers weiter zu beschränken, was Jean als Eingriff in die Rechte und Freiheit der Kirche ansah. 1166 hörte Johannes von Salisbury Gerüchte, nach denen Bischof Jean vergiftet wurde, und auch Bischof Arnulf von Lisieux fürchtete um Jeans persönliche Sicherheit. Während der Rebellion von 1168 in Aquitanien unterstützte Jean vermutlich den königlichen Kommandanten Patrick of Salisbury. Wohl mit dadurch hatte er vor Januar 1169 die Gunst des Königs zurückgewonnen. Bei den Verhandlungen mit den Rebellen in Montmirail drängte ihn der König, sich bei Becket für ihn einzusetzen. Jean kam diesem Wunsch nach, überschätzte aber die Bereitschaft des Königs, Becket entgegenzukommen. Als Becket nun wieder mit dem König verhandelte, scheiterten diese Gespräche rasch. Daraufhin wurde Jean von Becket und von Johannes von Salisbury scharf kritisiert. Auch wenn er 1170 in Fréteval zugegen war, spielte er bei den dortigen Verhandlungen keine Rolle mehr. Jean blieb zwar mit Becket befreundet, zeigte sich aber nun dem Erzbischof gegenüber nicht mehr unkritisch.
Als Becket Ende 1170 von Rittern des Königs ermordet wurde, wurde Jean rasch ein eifriger Befürworter der Verehrung Beckets als Märtyrer und Heiligen. Er bezeugte zwei Wunder, die auf Fürsprache Beckets geschehen sein sollten. Bereits im Februar 1173 wurde Becket heiliggesprochen. Papst Alexander III. ernannte Jean 1174 zum Legaten des Heiligen Stuhls, und während einer mit großem Aufwand durchgeführten Wallfahrt nach Canterbury tauschte Jean mit dem reuigen König den Friedenskuss.

### Weiteres Wirken als Bischof von Poitiers
Nach dem Tod Beckets hatte sich Jeans Verhältnis zu König Heinrich II. weiter verbessert. Im Juni 1172 hatte er auf Wunsch des Königs an der Amtseinführung des Königsohns Richard als Herzog von Aquitanien teilgenommen. Während der Rebellion der Söhne des Königs von 1173 bis 1174 unterstützte er wieder loyal den König. 1176 war er führend an der Abwehr der Invasion von Graf Wilhelm VI. von Angoulême in Südwestfrankreich beteiligt. Häufig gehörte Jean zum Gefolge des Königs, und 1177 bezeugte er den Kauf der Grafschaft La Marche durch den König. Als Bischof von Poitiers hatte Jean ein gutes Verhältnis zum Erzbischof von Bordeaux, und auch bei der Geistlichkeit der Diözese galt er als beliebt. Häufig wurde er bei lokalen Adelsfehden als Vermittler angerufen. Dabei versuchte er nach Kräften die Kirchengüter vor Plünderungen zu schützen, beispielsweise Rouillé, das von Hugo von Lusignan heimgesucht wurde, oder Angles, das vom jungen Herzog Richard bedrängt wurde.
1178 wandte sich Graf Raimund V. von Toulouse an Papst Alexander III., um um Unterstützung gegen den in seiner Grafschaft sich ausweitenden Einfluss der Katharer zu bitten. Der Papst berief Jean in die Kommission, die unter Leitung von Kardinal Pietro da Pavia in Toulouse predigte. Die Gesandtschaft erreichte zwar wenig, doch Jean fiel durch seine Beredsamkeit positiv auf. Dazu nahm er 1179 am Dritten Laterankonzil in Rom teil.

## Erzbischof von Lyon

### Wahl zum Erzbischof von Lyon
Papst Lucius III. wollte 1182 Jean zum Erzbischof von Narbonne erheben. Bevor er in dieses Amt eingesetzt werden konnte, hatte auch das Kathedralkapitel von Lyon Jean zum Erzbischof gewählt. Das Kathedralkapitel des Erzbistums Lyon, das noch zum Königreich Arelat und damit zum römisch-deutschen Reich gehörte, versuchte damit, einen kaiserlichen Kandidaten als neuen Erzbischof zu verhindern. Dazu hatte der verstorbene Erzbischof, der ehemalige Abt Guichard von Pontigny, Jean oft lobend erwähnt. 1183 wurde Jean als Erzbischof inthronisiert.

### Geistliches Wirken als Erzbischof
Als Erzbischof behauptete Jean den Vorrang des Erzbischofs von Lyon über die Erzbischöfe von Rouen, Reims und Sens. Als der französische König Philipp II. während eines Vakanz des Bistums Autun die königliche Verwaltung beanspruchte, erreichte Jean, dass sich der sonst so kompromisslose König bei ihm rechtfertigen musste. Danach wurde während seiner Amtszeit sein Vorrang als Erzbischof nicht mehr angefochten. Zu seinen ersten Maßnahmen als Erzbischof gehörte die Vertreibung von Petrus Valdes und dessen Anhängern aus Lyon. Diese hatten ihr auf dem Dritten Laterankonzil gemachtes Versprechen gebrochen, nur mit Erlaubnis der Geistlichkeit zu predigen. Valdes und seine Anhänger, die Armen Männer aus Lyon, zogen nun durch die Lande und predigten ihre Lehre gegen die Kirche. Mit seinem Kathedralkapitel arbeitete Jean dagegen gut zusammen. 1185 erließ er neue Diözesanstatuten, die sowohl kirchenrechtliche wie auch liturgische Fragen regelten. Die Marienkapelle von Fourvière wandelte er in ein gut ausgestattetes Kollegiatstift um. Unter ihm erfolgte wohl die Verlegung des Bodens der Apsis der Kathedrale von Lyon.

### Politisches Wirken und Niederlegung des Amtes
Politisch befand sich Jean als Erzbischof in einer schwierigeren Situation. 1157 hatte Kaiser Friedrich Barbarossa dem damaligen Erzbischof Heraclius von Montboissier, einem loyalen Unterstützer des Kaisers, zusammen mit dem Kathedralkapitel die Herrschaft über die Stadt Lyon übergeben. 1184 reiste Jean nach Verona, um dieses Privileg vom Kaiser erneuert zu bekommen. Gleichzeitig versuchte er vom französischen König die Bestätigung des Vertrags von 1173 zu erhalten, nach dem der Erzbischof die ehemaligen Besitzungen der Grafen von Forez besaß. Damit gelang es Jean, die weltliche Herrschaft der Erzbischöfe weiter abzusichern, was im Widerspruch zu seiner eigenen Überzeugung stand, die geistliche und weltliche Herrschaft zu trennen. Als weltlicher Herrscher musste Jean nun Burgen errichten, gegen Straßenräuber vorgehen und die Stützpunkte von Raubrittern zerstören. Diese Aufgaben sowie die Bestrafung von Missetätern übertrug er zumeist seinem Seneschall. Dennoch belasteten ihn seine weltlichen Aufgaben so, dass er 1193 Papst Coelestin III. bat, ihn aufgrund seiner schlechten Gesundheit von seinem Amt zu entbinden. Widerstrebend stimmte der Papst im April 1193 dieser Bitte zu.

## Späteres Leben
Jean erhielt von seiner Diözese eine großzügige Pension, dazu sollte jährlich eine Messe für sein Seelenheil gelesen werden. Nachdem er 1194 erneut zum Schrein Thomas Beckets nach Canterbury gepilgert war, zog er sich in das Kloster Clairvaux zurück. Dort traf ihn Bischof Hugo von Lincoln meditierend an. Seine Meditationen über die Psalmen bewegten Jean so, dass er sich mit seinen Fragen an Papst Innozenz III. wandte. Dieser schrieb ihm mehrfach zurück, letztmals im Dezember 1203. Wahrscheinlich starb Jean kurz darauf. Sein Gedenktag in Lyon ist der 24. April.